# 3166 Klondike
3166 Klondike је астероид главног астероидног појаса са средњом удаљеношћу од Сунца која износи 2,237 астрономских јединица (АЈ).
Апсолутна магнитуда астероида је 13,0.